# ボクら星屑のダンス
『ボクら星屑のダンス』（ボクらほしくずのダンス）は、佐倉淳一による日本の推理小説。
2010年、第30回横溝正史ミステリ大賞でテレビ東京賞を受賞。2011年、高橋克実主演でテレビドラマ化され、テレビ東京・BSジャパンで放映された。

## ストーリー
自殺志願の冴えない中年男と超天才少女が身代金100億円という驚愕の偽装誘拐を企てる。

## テレビドラマ
地上波ではテレビ東京系列で、2011年10月6日の21:00 - 23:08（JST）に放送された。衛星放送のBSジャパンでも、同年12月6日の21:00 - 22:54に放送された。

### キャスト

#### 久平関係
- 浅井 久平 - 高橋克実（老舗旅館の主人だった中年男）
- 浅井 理美 - 宮武美桜（久平の娘 / 自転車事故で他界する）
- 坂谷 隆盛 - デビット伊東（元自衛官 / 謎の男）
- 浮田 藤治郎 - 螢雪次朗（リサイクル業）
- 山崎 義男 - 浅利陽介（リサイクル業 / パソコン・AV機器担当）
- 浅井 美佐子 - 若村麻由美（久平の妻）

#### 科学研究所関係
- ヒカリ - 宮武祭（謎の美少女）
- 小野田 武彦 - 本田博太郎（国立最先端科学研究所所長）
- 清水 唯 - 村川絵梨（ヒカリの家庭教師）
- 広岡 謙二 - 橋爪功（遺伝子工学博士 / ノーベル生理学医学賞受賞）
- 安西 - 中平良夫（広岡と遺伝子分析研究を共同しノーベル生理学医学賞受賞）
- 相模原 晃一（二酸化炭素を劇的に回収する研究、それにより地球を救う手段となる可能性がある / ノーベル化学賞候補）

#### 警察関係
- 江藤 俊也 - 西村雅彦（内閣官房 危機管理審議官）
- 木田 敦子 - 片瀬那奈（警察庁刑事局捜査第一課 特殊事件捜査室室長）
- 早川 康夫 - 水上剣星（警察庁刑事局捜査第一課 特殊事件捜査室刑事）
- 岩城 省吾 - 大谷亮介（静岡県警 特殊捜査班刑事）
- 地域警察官 - 蛭子能収（静岡県警）

#### その他
- エクスプレス配送 浜松支店支店長 - 神戸浩
- 児童養護施設 陽だまり園園長 - 立石涼子

### エンディングテーマ
- シンディ・ローパー「タイム・アフター・タイム」

### スタッフ
- 原作：佐倉淳一「ボクら星屑のダンス」角川文庫刊
- 脚本：田子明弘
- 監督・編集：下山天
- 音楽：吉川清之
- ロボット協力：ヴイストン
- スタジオ：角川大映撮影所
- チーフプロデューサー：小川治（テレビ東京）
- プロデューサー：橋本かおり（テレビ東京）、小畑良治、椿宜和
- 製作：テレビ東京、BSジャパン、角川映画